# Fasttoneinstrument
Et fasttoneinstrument er et instrument som ikke umiddelbart kan stemmes af musikeren. I et orkester eller anden musikalsk konstellation kan de andre instrumenter stemme ind efter fasttoneinstrumentet, da dette ikke kan stemmes ind efter fælles kammertone.
Eksempler på fasttoneinstrumenter er klaver, harmonika og orgel.